# Pachydactylus visseri
Pachydactylus visseri är en ödleart som beskrevs av  Rudolf Bauer LAMB och BRANCH 2006. Pachydactylus visseri ingår i släktet Pachydactylus och familjen geckoödlor. Inga underarter finns listade i Catalogue of Life.